# Sichuan Blue Whales
Los Sichuan Blue Whales (en chino, 四川金强蓝鲸篮球俱乐部) es un equipo de baloncesto chino con sede en el distrito de Wenjiang, de Chengdú, Sichuan, que compite en la Chinese Basketball Association (CBA). Disputa sus partidos en el Wenjiang District Stadium.

## Historia
Los orígenes del club datan de 1995, pero no fue hasta 2009 cuando se convirtió en el primer equipo profesional de la provincia de Sichuan. Inscrito en la NBL, la segunda liga del país, en su segunda temporada acabó en primera posición en la temporada regular, aunque posteriormente fue eliminado en los cuartos de final de los playoffs. En 2013 se proclama por fin campeón de liga, ascendiendo a la CBA.
En 2016 logró su primer título de la CBA, tras derrotar en las finales a los Liaoning Flying Leopards.

## Trayectoria
| Año  | Temporada regular | Playoffs         | Liga |
| ---- | ----------------- | ---------------- | ---- |
| 2009 | Fase de grupos    | -                | NBL  |
| 2010 | 1                 | Cuartos de final | NBL  |
| 2011 | 3                 | Final Four       | NBL  |
| 2012 | 7                 | Cuartos de final | NBL  |
| 2013 | 4                 | Campeón          | NBL  |
| 2014 | 12                | No clasificado   | CBA  |
| 2015 | 18                | No clasificado   | CBA  |
| 2016 | 1                 | Campeón          | CBA  |
| 2017 | 7                 | Cuartos de final | CBA  |

## Jugadores destacados
- Chang Tsung-hsien
- Darius Johnson-Odom
- Hervé Lamizana
- Hamed Haddadi
- D. J. White